# هیتمن: مأمور جون
هیتمن: مأمور جون (انگلیسی: Hitman: Agent Jun؛‏ کره‌ای: 히트맨) یک فیلم کمدی اکشن محصول کره جنوبی در سال ۲۰۲۰ به کارگردانی چوی وون سوب و با بازی کوان سانگ وو، جونگ جون هو، هوانگ وو-سول-هه، لی یی کیونگ و لی جی وون است. این فیلم در ۲۲ ژانویه ۲۰۲۰ منتشر شد.
قسمت دوم این فیلم در سال ۲۰۲۵ با عنوان هیتمن ۲ منتشر می‌شود.

## بازیگران

### اصلی
- کوان سانگ وو در نقش جون
- جونگ جون هو در نقش دوک گیو
- هوانگ وو-سول-هه در نقش می نا
- لی یی کیونگ در نقش چول
- لی جی وون در نقش گا یونگ

### مکمل
- هو سونگ ته در نقش هیونگ دو
- جو وون در نقش جیسون
- هو دونگ وو در نقش جروم
- لی جو هیوک در نقش گیو مان
- لی جونگ اوک در نقش فورمن
- جو سو اون در نقش اون
- اوه جا هون در نقش یونگ جون

## تولید
تصویربرداری اصلی در ۲۱ مه ۲۰۱۹ آغاز شد و فیلم‌برداری در ۱۱ سپتامبر ۲۰۱۹ به پایان رسید.

## بازخورد
این فیلم در پنج روز نخست انتشار خود، بیش از یک میلیون تماشاگر در سینماها جذب کرد.
تا ۱۹ مه ۲۰۲۰، این فیلم به تعداد ۲٬۴۰۶٬۲۳۲ بلیط و فروش کلی ۱۶٬۸۱۴٬۲۵۶ دلار رسید